# Darel Russell
Pour les articles homonymes, voir Darel et Russell.
Darel Russell, né le 22 octobre 1980 à Mile End (Londres), est un footballeur anglais qui évolue au poste de milieu de terrain.

## Palmarès

### En club
- Charlton Athletic
  - Champion d'Angleterre de D3 en 2012.